# Mesech
Meschech oder Mesech (hebräisch משך) war ein Sohn des Jafet und ein Enkel von Noah. Seine Brüder waren Madai, Gomer, Magog, Jawan, Tubal und Tiras (Gen 10,2 ). Diesen Brüdern sind Stammesgebiete oder Völker zugeordnet.
Meschech wird in der Bibel oftmals in Paarung mit Tubal benutzt. Beide Völker kommen aus Mitternacht, also dem Norden. Eine geographische Nachbarschaft ist somit anzunehmen. Beispielsweise nutzt Ezechiel beide Namen mehrfach als Regionsbezeichnung und setzt diese in Beziehung mit Gog:

„Du Mensch aber sollst Gog mein Strafgericht ankündigen und zu ihm sagen: So spricht der Herr, der mächtige Gott: Du bekommst es mit mir zu tun, Gog, du Großfürst der Völker Meschech und Tubal!“

Der Ausgang des Gog'schen Unterfangens war für das Land Meschech desaströs:

„‚An jenem Tag‘, sagt der Herr, ‚bestimme ich für Gog im Land Israel einen Begräbnisplatz: das Karawanental östlich vom Toten Meer. Dort wird man ihn und sein ganzes Heer begraben. Der Grabhügel wird so groß sein, dass er das ganze Tal versperrt und niemand mehr durchziehen kann. Das Tal wird man Tal der Heeresmacht Gogs nennen.‘“

## Lokalisierung
In der Moderne war die Lokalisierung der Mesech umstritten. W. Krücke setzte sie mit den Massageten, Alanen und Tataren gleich. 1897 setzte Morris Jastrow die Muški, auch Muschki (er bevorzugte die Lesung Muski), der Inschriften von Chorsabad und der Annalen Sargons mit dem biblischen Meschech gleich und nahm an, dass es im Taurusgebirge gelegen habe.
Manche Forscher setzten die Muški mit den Moschoi (Μόσχοι) griechischer Quellen gleich, die Flavius Josephus wiederum mit den biblischen Mešech identifizierte. Der Gleichsetzung von Mesech mit den Moschern folgte unter anderem Samuel Bochart, Johann David Michaelis und Johannes Schulthess. Die Muški werden heute meist mit den Phrygern gleichgesetzt, Gog entsprechend mit Gyges.